# 迪凱特 (紐約州)
迪凱特（英語：Decatur）是一個位於美國紐約州奧齊戈縣的鎮。

## 人口
根據2020年美國人口普查的數據，迪凱特的面積為53.76平方千米，當中陸地面積為53.26平方千米，而水域面積為0.50平方千米。當地共有人口374人，而人口密度為每平方千米7人。